# Hussain Fadel
Hussain Fadel Ali (in arabo حسين فاضل‎?; Città del Kuwait, 9 ottobre 1984) è un calciatore kuwaitiano, difensore dell'Al-Wahda e della Nazionale kuwaitiana.

## Palmarès

### Club
- Kuwait Premier League: 5

Al-Qadisiya: 2004-2005, 2008-2009, 2009-2010, 2010-2011, 2011-2012
- Kuwait Federation Cup: 1

Al-Qadisiya: 2008-2009
- Kuwait Emir Cup: 2

Al-Qadisiya: 2010, 2011-2012
- Kuwait Super Cup: 1

Al-Qadisiya: 2011-2012
- Coppa dei Campioni del Golfo: 1

Al-Qadisiya: 2005